# アニマリンピックス
『アニマリンピックス』（原題：Animalympics）は、1980年のアメリカのアニメーション映画。サウンドトラックは10ccのグレアム・グールドマンが手がけた。

## 声の出演
- ラグ・ターケル：ビリー・クリスタル
- バーブラ、ブレンダ、タチアナ、デリエ：ギルダ・ラドナー
- キーン：ハリー・シェアラー
- ヘンリー、ルネ、キット、ボルト、ジョーイ：マイケル・フレマー